# Bundestagswahlkreis Gütersloh I
Der Bundestagswahlkreis Gütersloh I (Wahlkreis 130; bis zur Bundestagswahl 2021 Wahlkreis 131) ist ein Wahlkreis in Nordrhein-Westfalen für die Wahlen zum Deutschen Bundestag. Er umfasst den Kreis Gütersloh ohne die Stadt Werther, die zum Bundestagswahlkreis Bielefeld – Gütersloh II gehört, sowie ohne die Stadt Schloß Holte-Stukenbrock, die zum  Bundestagswahlkreis Höxter – Gütersloh III – Lippe II gehört. Bis zur Bundestagswahl 2009 hieß der Wahlkreis 132 Gütersloh. Seit seinem Bestehen wurde der Wahlkreis bei allen Wahlen von der CDU gewonnen.

## Wahlkreisgeschichte
| Wahl      | Wahlkreisname   | Gebiet                                                                        |
| --------- | --------------- | ----------------------------------------------------------------------------- |
| 1980–1994 | 101 Gütersloh   | Kreis Gütersloh                                                               |
| 1998      | 101 Gütersloh   | Kreis Gütersloh ohne die Stadt Werther (Westf.)                               |
| 2002      | 132 Gütersloh   | Kreis Gütersloh ohne die Stadt Werther (Westf.)                               |
| 2005–2009 | 132 Gütersloh   | Kreis Gütersloh ohne die Städte Schloß Holte-Stukenbrock und Werther (Westf.) |
| 2013–2017 | 131 Gütersloh   | Kreis Gütersloh ohne die Städte Schloß Holte-Stukenbrock und Werther (Westf.) |
| 2021      | 131 Gütersloh I | Kreis Gütersloh ohne die Städte Schloß Holte-Stukenbrock und Werther (Westf.) |
| 2025–     | 130 Gütersloh I | Kreis Gütersloh ohne die Städte Schloß Holte-Stukenbrock und Werther (Westf.) |

## Wahlkreisabgeordnete
| Wahl | Abgeordneter | Abgeordneter     | Partei | Stimmen in % |
| ---- | ------------ | ---------------- | ------ | ------------ |
| 1980 |              | Ottfried Hennig  | CDU    | 51,8         |
| 1983 | 59,1         | Ottfried Hennig  | CDU    |              |
| 1987 | 52,0         | Ottfried Hennig  | CDU    |              |
| 1990 |              | Hubert Doppmeier | CDU    | 48,6         |
| 1994 |              | Hubert Deittert  | CDU    | 48,2         |
| 1998 | 46,0         | Hubert Deittert  | CDU    |              |
| 2002 | 46,2         | Hubert Deittert  | CDU    |              |
| 2005 | 48,9         | Hubert Deittert  | CDU    |              |
| 2009 |              | Ralph Brinkhaus  | CDU    | 44,7         |
| 2013 | 50,2         | Ralph Brinkhaus  | CDU    |              |
| 2017 | 46,6         | Ralph Brinkhaus  | CDU    |              |
| 2021 | 40,0         | Ralph Brinkhaus  | CDU    |              |
| 2025 | 41,6         | Ralph Brinkhaus  | CDU    |              |

## Wahlergebnisse

### Bundestagswahl 2025
| Kandidaten                                             | Kandidaten                   | Parteien/Listen       | Erststimmen | Erststimmen | Zweitstimmen | Zweitstimmen |
| Kandidaten                                             | Kandidaten                   | Parteien/Listen       | Stimmen     | %           | Stimmen      | %            |
| ------------------------------------------------------ | ---------------------------- | --------------------- | ----------- | ----------- | ------------ | ------------ |
|                                                        | Elvan Korkmaz                | SPD                   | 40.229      | 21,1        | 34.664       | 18,1         |
|                                                        | Ralph Brinkhausgewählt im WK | CDU                   | 79.373      | 41,6        | 63.902       | 33,4         |
|                                                        | Sebastian Stölting           | Bündnis 90/Die Grünen | 17.268      | 9,0         | 22.189       | 11,6         |
|                                                        | Patrick Büker                | FDP                   | 5.942       | 3,1         | 8.477        | 4,4          |
|                                                        | Kai Röchter                  | AfD                   | 32.673      | 17,1        | 35.112       | 18,3         |
|                                                        | Margrit Dorn                 | Die Linke             | 10.489      | 5,5         | 12.239       | 6,4          |
|                                                        | Kai Funke                    | Freie Wähler          | 2.489       | 1,3         | 1.124        | 0,6          |
|                                                        | –                            | Tierschutzpartei      | –           | –           | 1.908        | 1,0          |
|                                                        | –                            | dieBasis              | –           | –           | 425          | 0,2          |
|                                                        | –                            | Die PARTEI            | –           | –           | 956          | 0,5          |
|                                                        | –                            | Todenhöfer            | –           | –           | 323          | 0,2          |
|                                                        | Heinrich Ketteler            | Volt                  | 1.966       | 1,0         | 1.229        | 0,6          |
|                                                        | –                            | MLPD                  | –           | –           | 30           | 0,0          |
|                                                        | –                            | PdF                   | –           | –           | 318          | 0,2          |
|                                                        | –                            | Bündnis Deutschland   | –           | –           | 230          | 0,1          |
|                                                        | –                            | BSW                   | –           | –           | 8.065        | 4,2          |
|                                                        | –                            | MERA25                | –           | –           | 54           | 0,0          |
|                                                        | –                            | WerteUnion            | –           | –           | 127          | 0,1          |
|                                                        | Werner Martinschledde        | Einzelbewerber        | 473         | 0,2         | –            | –            |
| Gesamt                                                 | Gesamt                       | Gesamt                | 190.902     | 100         | 191.372      | 100          |
|                                                        |                              |                       |             |             |              |              |
| Ungültige Stimmen                                      | Ungültige Stimmen            | Ungültige Stimmen     | 1.767       | 0,9         | 1.297        | 0,7          |
| Wähler                                                 | Wähler                       | Wähler                | 192.669     | 82,8        | 192.669      | 82,8         |
| Wahlberechtigte                                        | Wahlberechtigte              | Wahlberechtigte       | 232.757     |             | 232.757      |              |
|                                                        |                              |                       |             |             |              |              |
| Quellen: Die Bundeswahlleiterin, Kandidaten – Ergebnis |                              |                       |             |             |              |              |

### Bundestagswahl 2021
| Kandidaten                                            | Kandidaten                   | Parteien/Listen      | Erststimmen | Erststimmen | Zweitstimmen | Zweitstimmen |
| Kandidaten                                            | Kandidaten                   | Parteien/Listen      | Stimmen     | %           | Stimmen      | %            |
| ----------------------------------------------------- | ---------------------------- | -------------------- | ----------- | ----------- | ------------ | ------------ |
|                                                       | Ralph Brinkhausgewählt im WK | CDU                  | 71.185      | 40,0        | 52.421       | 29,4         |
|                                                       | Elvan Korkmaz                | SPD                  | 45.878      | 25,8        | 47.371       | 26,6         |
|                                                       | Patrick Büker                | FDP                  | 13.507      | 7,6         | 21.211       | 11,9         |
|                                                       | Axel Nußbaum                 | AfD                  | 12.812      | 7,2         | 13.299       | 7,5          |
|                                                       | Sebastian Stölting           | GRÜNE                | 22.851      | 12,8        | 28.308       | 15,9         |
|                                                       | Camila Cirlini               | DIE LINKE            | 4.284       | 2,4         | 5.173        | 2,9          |
|                                                       | Ann-Katrin Hanneforth        | Die PARTEI           | 3.149       | 1,8         | 1.851        | 1,0          |
|                                                       | –                            | Tierschutzpartei     | –           | –           | 1.896        | 1,1          |
|                                                       | –                            | PIRATEN              | –           | –           | 613          | 0,3          |
|                                                       | Kai Funke                    | FREIE WÄHLER         | 2.083       | 1,2         | 1.441        | 0,8          |
|                                                       | –                            | NPD                  | –           | –           | 135          | 0,1          |
|                                                       | –                            | ÖDP                  | –           | –           | 147          | 0,1          |
|                                                       | –                            | V-Partei³            | –           | –           | 113          | 0,1          |
|                                                       | –                            | Gesundheitsforschung | –           | –           | 219          | 0,1          |
|                                                       | –                            | MLPD                 | –           | –           | 21           | 0,0          |
|                                                       | –                            | Die Humanisten       | –           | –           | 97           | 0,1          |
|                                                       | –                            | DKP                  | –           | –           | 33           | 0,0          |
|                                                       | –                            | SGP                  | –           | –           | 8            | 0,0          |
|                                                       | René Markmann                | dieBasis             | 2.067       | 1,2         | 2.010        | 1,1          |
|                                                       | –                            | Bündnis C            | –           | –           | 272          | 0,2          |
|                                                       | –                            | du.                  | –           | –           | 78           | 0,0          |
|                                                       | –                            | LIEBE                | –           | –           | 263          | 0,1          |
|                                                       | –                            | LKR                  | –           | –           | 33           | 0,0          |
|                                                       | –                            | PdF                  | –           | –           | 50           | 0,0          |
|                                                       | –                            | LfK                  | –           | –           | 157          | 0,1          |
|                                                       | –                            | Team Todenhöfer      | –           | –           | 750          | 0,4          |
|                                                       | –                            | Volt                 | –           | –           | 378          | 0,2          |
|                                                       | Werner Martinschledde        | Einzelbewerber a     | 269         | 0,2         | –            | –            |
|                                                       | Anna Zajonc                  | Einzelbewerber b     | 37          | 0,0         | –            | –            |
| Gesamt                                                | Gesamt                       | Gesamt               | 178.122     | 100         | 178.348      | 100          |
|                                                       |                              |                      |             |             |              |              |
| Ungültige Stimmen                                     | Ungültige Stimmen            | Ungültige Stimmen    | 1.604       | 0,9         | 1.378        | 0,8          |
| Wähler                                                | Wähler                       | Wähler               | 179.726     | 76,7        | 179.726      | 76,7         |
| Wahlberechtigte                                       | Wahlberechtigte              | Wahlberechtigte      | 234.177     |             | 234.177      |              |
|                                                       |                              |                      |             |             |              |              |
| Quellen: Die Bundeswahlleiterin, Kandidaten – Stimmen |                              |                      |             |             |              |              |

### Bundestagswahl 2017
Zur Bundestagswahl am 24. September 2017 wurden 23 Landeslisten zugelassen. Im Bundestagswahlkreis Gütersloh I wurden sieben Direktkandidaten aufgestellt.
| Direktkandidat         | Partei               | Erststimmen in % | Zweitstimmen in % |
| ---------------------- | -------------------- | ---------------- | ----------------- |
| Ralph Brinkhaus        | CDU                  | 46,6             | 38,4              |
| Elvan Korkmaz          | SPD                  | 28,0             | 22,9              |
| Jürgen Wächter         | GRÜNE                | 5,7              | 7,9               |
| Shen Ibrahimsadeh      | DIE LINKE            | 4,3              | 6,1               |
| Udo Theodor Hemmelgarn | AfD                  | 8,0              | 8,6               |
| Philip Winkler         | FDP                  | 6,5              | 13,1              |
|                        | PIRATEN              | -                | 0,3               |
| -                      | NPD                  | -                | 0,2               |
| Bernd Kirmes           | FREIE WÄHLER         | 0,8              | 0,4               |
| -                      | Die PARTEI           | -                | 0,6               |
| -                      | Tierschutzpartei     | -                | 0,6               |
| -                      | ödp                  | -                | 0,1               |
| -                      | DKP                  | -                | 0,0               |
| -                      | MLPD                 | -                | 0,0               |
| -                      | BGE                  | -                | 0,1               |
| -                      | DiB                  | -                | 0,1               |
| -                      | DM                   | -                | 0,1               |
| -                      | V-Partei³            | -                | 0,1               |
| -                      | Volksabstimmung      | -                | 0,1               |
| -                      | SGP                  | -                | 0,0               |
| -                      | AD-Demokraten        | -                | 0,3               |
| -                      | Die Humanisten       | -                | 0,0               |
| -                      | Gesundheitsforschung | -                | 0,1               |

Quelle: 

### Bundestagswahl 2013
Neben Ralph Brinkhaus (CDU), der sein Direktmandat verteidigen konnte, zog kein weiterer Kandidat in den Bundestag ein, da niemand bei der Bundestagswahl 2013 über die Landesliste entsprechend abgesichert war.
| Direktkandidat      | Partei         | Erststimmen in % | Zweitstimmen in % |
| ------------------- | -------------- | ---------------- | ----------------- |
| Ralph Brinkhaus     | CDU            | 50,2             | 46,3              |
| Thorsten Klute      | SPD            | 33,6             | 28,7              |
| Marco Mantovanelli  | GRÜNE          | 5,4              | 7,9               |
| Ludger Klein-Ridder | LINKE          | 4,3              | 4,98              |
| Evelyn Dahlke       | FDP            | 1,9              | 4,9               |
| Georg Rust          | AfD            | 2,5              | 3,2               |
| Jonas Aust          | PIRATEN        | 1,9              | 1,8               |
| Rolf Wittkamp       | Bündnis 21/RRP | 0,2              | 0,1               |

### Bundestagswahl 2009
Bei der Bundestagswahl 2009 gewann Ralph Brinkhaus für die CDU das Direktmandat im Wahlkreis Gütersloh. Er trat damit die Nachfolge von Hubert Deittert (CDU) an, der nicht mehr kandidierte. Klaus Brandner (SPD) und Heiner Kamp (FDP) zogen über die Landeslisten ihrer Parteien ebenfalls in den Bundestag ein.
| Direktkandidat     | Partei   | Erststimmen in % | Zweitstimmen in % |
| ------------------ | -------- | ---------------- | ----------------- |
| Klaus Brandner     | SPD      | 32,3             | 25,6              |
| Ralph Brinkhaus    | CDU      | 44,7             | 39,0              |
| Heiner Kamp        | FDP      | 9,1              | 14,8              |
| Marco Mantovanelli | GRÜNE    | 7,2              | 9,6               |
| Herbert Wessel     | LINKE    | 6,0              | 6,5               |
| –                  | PIRATEN  | –                | 1,6               |
| Sonstige           | Sonstige | 0,7              | 2,9               |

### Bundestagswahl 2005
Im Wahlkreis 132 Gütersloh waren zur Bundestagswahl 2005 228.920 Wahlberechtigte in das Wählerverzeichnis eingetragen. 181.941 Wähler (79,48 %) gaben ihre Stimme ab. Neben dem Direktkandidaten Hubert Deittert (CDU) zog Klaus Brandner (SPD) über die Landesliste ebenfalls in den Bundestag ein.
| Direktkandidat  | Partei   | Erststimmen in % | Zweitstimmen in % |
| --------------- | -------- | ---------------- | ----------------- |
| Klaus Brandner  | SPD      | 38,9             | 34,5              |
| Hubert Deittert | CDU      | 48,9             | 41,9              |
| Heiner Kamp     | FDP      | 4,5              | 10,2              |
| Marcel Raschke  | GRÜNE    | 4,1              | 6,6               |
| Fritz Ludwig    | LINKE    | 3,6              | 4,0               |
| Sonstige        | Sonstige | –                | 2,8               |

### Bundestagswahl 2002
Zur Bundestagswahl 2002 waren im Bundestagswahlkreis 132 Gütersloh 244.231 Wahlberechtigte gemeldet, von denen 199.887 (81,84 %) Wähler ihre Stimme abgaben. Der Direktkandidat Hubert Deittert (CDU) konnte mit 46,1 % die Mehrheit der Stimmen auf sich vereinigen und zog nach 1994 und 1998 zum dritten Mal in den deutschen Bundestag ein.
| Direktkandidat  | Partei   | Erststimmen in % | Zweitstimmen in % |
| --------------- | -------- | ---------------- | ----------------- |
|                 | SPD      | 40,4             | 37,1              |
| Hubert Deittert | CDU      | 46,1             | 41,9              |
|                 | GRÜNE    | 4,9              | 8,0               |
|                 | FDP      | 6,3              | 9,7               |
|                 | PDS      | 0,8              | 0,8               |
|                 | ödp      | 0,3              | 0,1               |
|                 | Schill   | 1,0              | 0,8               |
| Sonstige        | Sonstige | 0,2              | 1,4               |

### Bundestagswahl 1998
Zur Bundestagswahl 1998 waren im Bundestagswahlkreis 101 Gütersloh 236.193 Wahlberechtigte gemeldet, von denen 201.054 Wähler (85,12 %) ihre Stimme abgaben. Hubert Deittert (CDU) konnte mit 46,0 % sein Direktmandat verteidigen. Stärkste Partei in der Zweitstimme war mit 40,9 % jedoch die SPD.
| Direktkandidat  | Partei   | Erststimmen in % | Zweitstimmen in % |
| --------------- | -------- | ---------------- | ----------------- |
|                 | SPD      | 43,5             | 40,9              |
| Hubert Deittert | CDU      | 46,0             | 39,9              |
|                 | GRÜNE    | 4,6              | 6,5               |
|                 | F.D.P.   | 3,0              | 8,0               |
|                 | PDS      | 0,8              | 1,0               |
|                 | CM       | 0,1              | 0,1               |
|                 | GRAUE    | 0,4              | 0,3               |
|                 | REP      | 1,3              | 0,9               |
|                 | ödp      | 0,3              | 0,1               |
| Sonstige        | Sonstige | -                | 2,3               |

### Bundestagswahl 1994
Zur Bundestagswahl 1994 waren im Bundestagswahlkreis 101 Gütersloh 235.637 Wahlberechtigte gemeldet; 193.969 Wähler (82,32 %) traten zur Wahl an. Hubert Deittert (CDU) zog mit 48,2 als Nachfolger des verstorbenen Hubert Doppmeier (CDU) in den Bundestag ein.
| Direktkandidat  | Partei   | Erststimmen in % | Zweitstimmen in % |
| --------------- | -------- | ---------------- | ----------------- |
| Hubert Deittert | CDU      | 48,2             | 44,4              |
|                 | SPD      | 39,6             | 36,0              |
|                 | F.D.P.   | 3,5              | 8,6               |
|                 | GRÜNE    | 6,6              | 8,0               |
|                 | PDS      | 0,5              | 0,8               |
|                 | REP      | 1,0              | 1,1               |
|                 | GRAUE    | 0,3              | 0,3               |
|                 | ödp      | 0,3              | 0,3               |
| Sonstige        | Sonstige | -                | 0,5               |